# World Hockey Association 1977-1978
La stagione 1977-1978 è stata la 6ª edizione della World Hockey Association. La stagione regolare iniziò il 12 ottobre 1977 e si concluse l'11 aprile 1978, mentre i playoff dell'Avco World Trophy terminarono il 7 maggio 1978. L'All-Star Game della WHA si disputò il 18 gennaio 1978 a Québec fra i campioni in carica dei Quebec Nordiques e la selezione WHA All-Star; la gara fu vinta dai Nordiques per 5-4. I Winnipeg Jets sconfissero i New England Whalers nella finale dell'Avco World Trophy per 4-0, conquistando il secondo titolo della loro storia.
Rispetto alla stagione precedente presero il via tre formazioni in meno a causa dello scioglimento dei San Diego Mariners, dei Phoenix Roadrunners e dei Calgary Cowboys. Per questo motivo la WHA abbandonò il concetto di division per far giocare le squadre in un unico gruppo con le 8 formazioni rimaste. Si cercò un primo accordo con la National Hockey League per il trasferimento delle franchigie di Cincinnati, Houston, New England, Winnipeg, Quebec ed Edmonton nella NHL, tuttavia non fu raggiunta alcuna intesa fra le due leghe.
Per la prima volta in una lega professionistica nordamericana furono invitate a disputare alcune partite delle selezioni All-Star provenienti dalla Cecoslovacchia e dall'Unione Sovietica. Queste squadre giocarono una partita ciascuna contro le otto formazioni della WHA, e i risultati delle sfide furono valide per la classifica della stagione regolare. L'esperienza fu ripetuta anche l'anno successivo con l'aggiunta della Finlandia.

## Squadre partecipanti
- Birmingham Bulls
- Cincinnati Stingers
- Edmonton Oilers
- Houston Aeros
- Indianapolis Racers
- NE Whalers
- Quebec Nordiques
- Winnipeg Jets

## Stagione regolare

### Classifica
|  | Pos. | Squadra             | Pt  | G  | V  | S  | N | GF  | GS  | DR   |
|  | ---- | ------------------- | --- | -- | -- | -- | - | --- | --- | ---- |
|  | 1.   | Winnipeg Jets       | 102 | 80 | 50 | 28 | 2 | 381 | 270 | +111 |
|  | 2.   | NE Whalers          | 93  | 80 | 44 | 31 | 5 | 235 | 269 | +66  |
|  | 3.   | Houston Aeros       | 88  | 80 | 42 | 34 | 4 | 296 | 302 | -6   |
|  | 4.   | Quebec Nordiques    | 83  | 80 | 40 | 37 | 3 | 349 | 347 | +2   |
|  | 5.   | Edmonton Oilers     | 79  | 80 | 33 | 41 | 6 | 274 | 284 | -10  |
|  | 6.   | Birmingham Bulls    | 75  | 80 | 36 | 41 | 3 | 287 | 314 | -27  |
|  | 7.   | Cincinnati Stingers | 73  | 80 | 35 | 42 | 3 | 298 | 332 | -34  |
|  | 8.   | Indianapolis Racers | 53  | 80 | 24 | 51 | 5 | 267 | 353 | -86  |
|  |      | Unione Sovietica    |     | 8  | 3  | 4  | 1 | 27  | 36  | -9   |
|  |      | Cecoslovacchia      |     | 8  | 1  | 6  | 1 | 21  | 40  | -19  |

Legenda:

      Ammesse ai Playoff
      Squadre non classificate
Note:

Due punti a vittoria, un punto a pareggio, zero a sconfitta.

### Statistiche

#### Classifica marcatori
La seguente lista elenca i migliori marcatori al termine della stagione regolare.

| Giocatore      | Squadra             | PG | G  | A  | Pt  | +/- | MP |
| -------------- | ------------------- | -- | -- | -- | --- | --- | -- |
| Marc Tardif    | Quebec Nordiques    | 78 | 65 | 89 | 154 | +15 | 50 |
| Réal Cloutier  | Quebec Nordiques    | 73 | 56 | 73 | 129 | +14 | 19 |
| Ulf Nilsson    | Winnipeg Jets       | 73 | 37 | 89 | 126 | +41 | 89 |
| Anders Hedberg | Winnipeg Jets       | 77 | 63 | 59 | 122 | +60 | 60 |
| Bobby Hull     | Winnipeg Jets       | 77 | 46 | 71 | 117 | +55 | 23 |
| André Lacroix  | Houston Aeros       | 78 | 36 | 77 | 113 | +8  | 58 |
| Robbie Ftorek  | Cincinnati Stingers | 80 | 59 | 50 | 109 | +31 | 54 |
| Kent Nilsson   | Winnipeg Jets       | 80 | 42 | 65 | 107 | +27 | 8  |
| Gordie Howe    | NE Whalers          | 76 | 34 | 62 | 106 | +46 | 85 |
| Mark Howe      | NE Whalers          | 70 | 30 | 61 | 91  | +30 | 32 |

#### Classifica portieri
La seguente lista elenca i migliori portieri al termine della stagione regolare.

| Giocatore            | Squadra                           | PG | Min  | V  | S  | P | GS  | SO | Sv%  | MGS  |
| -------------------- | --------------------------------- | -- | ---- | -- | -- | - | --- | -- | ---- | ---- |
| Al Smith             | NE Whalers                        | 55 | 3246 | 30 | 20 | 3 | 174 | 2  | .885 | 3.25 |
| Joe Daley            | Winnipeg Jets                     | 37 | 2075 | 21 | 11 | 1 | 114 | 1  | .883 | 3.30 |
| Gary Bromley         | Winnipeg Jets                     | 39 | 2252 | 25 | 12 | 1 | 124 | 1  | .886 | 3.30 |
| Jean-Louis Levasseur | NE Whalers                        | 27 | 1655 | 14 | 11 | 2 | 91  | 3  | .886 | 3.30 |
| Ernie Wakely         | Cincinnati Stingers Houston Aeros | 57 | 3381 | 28 | 23 | 4 | 192 | 2  | .891 | 3.41 |

## Playoff
Per i playoff del 1978 si qualificarono le sei migliori squadre della lega. Al primo turno si disputarono tre quarti di finale e la vincente meglio classificata al termine della stagione regolare ricevette un bye diretto per la finale, mentre le vincitrici delle altre due serie si incontrarono in semifinale. Tutti i turni si giocarono al meglio delle sette sfide con il formato 2-2-1-1-1: la squadra migliore in stagione regolare avrebbe disputato in casa Gara-1 e 2, (se necessario anche Gara-5 e 7), mentre quella posizionata peggio avrebbe giocato nel proprio palazzetto Gara-3 e 4 (se necessario anche Gara-6).
|  | Quarti di finale | Quarti di finale    | Quarti di finale |                     |               | Semifinali          | Semifinali | Semifinali |  |  | Avco World Trophy | Avco World Trophy | Avco World Trophy |
|  |                  |                     |                  |                     |               |                     |            |            |  |  |                   |                   |                   |
|  | 1                | Winnipeg Jets       | 4                |                     |               |                     |            |            |  |  |                   |                   |                   |
|  | 6                | Birmingham Bulls    | 1                |                     |               |                     |            |            |  |  |                   |                   |                   |
|  | 6                | Birmingham Bulls    | 1                |                     | 1             | Winnipeg Jets       |            |            |  |  |                   |                   |                   |
|  |                  |                     |                  |                     | 1             | Winnipeg Jets       |            |            |  |  |                   |                   |                   |
|  |                  |                     | Bye              |                     |               |                     |            |            |  |  |                   |                   |                   |
|  |                  |                     |                  |                     |               |                     |            |            |  |  |                   |                   |                   |
|  |                  |                     |                  |                     |               |                     |            |            |  |  |                   |                   |                   |
|  |                  |                     |                  |                     |               |                     |            |            |  |  |                   |                   |                   |
|  |                  |                     |                  |                     |               |                     |            |            |  |  | 1                 | Winnipeg Jets     | 4                 |
|  |                  |                     | 2                | New England Whalers | 0             |                     |            |            |  |  |                   |                   |                   |
|  | 2                | New England Whalers | 4                |                     |               |                     |            |            |  |  |                   |                   |                   |
|  | 5                | Edmonton Oilers     | 1                |                     |               |                     |            |            |  |  |                   |                   |                   |
|  | 5                | Edmonton Oilers     | 1                |                     | 2             | New England Whalers | 4          |            |  |  |                   |                   |                   |
|  |                  |                     |                  |                     | 2             | New England Whalers | 4          |            |  |  |                   |                   |                   |
|  |                  | 4                   | Quebec Nordiques | 1                   |               |                     |            |            |  |  |                   |                   |                   |
|  | 3                | 4                   | Quebec Nordiques | 1                   | Houston Aeros | 2                   |            |            |  |  |                   |                   |                   |
|  | 3                |                     |                  |                     | Houston Aeros | 2                   |            |            |  |  |                   |                   |                   |
|  | 4                | Quebec Nordiques    | 4                |                     |               |                     |            |            |  |  |                   |                   |                   |

### Quarti di finale
| Squadra 1     | Totale | Squadra 2        | Gara 1    | Gara 2    | Gara 3 | Gara 4 | Gara 5 | Gara 6 | Gara 7 |
| ------------- | ------ | ---------------- | --------- | --------- | ------ | ------ | ------ | ------ | ------ |
| Winnipeg Jets | 4 - 1  | Birmingham Bulls | 9 - 3     | 8 - 3     | 2 - 3  | 5 - 1  | 5 - 2  |        |        |
| NE Whalers    | 4 - 1  | Edmonton Oilers  | 6 - 4     | 4 - 1     | 0 - 2  | 9 - 1  | 4 - 1  |        |        |
| Houston Aeros | 2 - 4  | Quebec Nordiques | 4 - 3 dts | 4 - 5 dts | 1 - 5  | 0 - 3  | 5 - 2  | 2 - 11 |        |

### Semifinale
| Squadra 1        | Totale | Squadra 2  | Gara 1 | Gara 2 | Gara 3 | Gara 4 | Gara 5 | Gara 6 | Gara 7 |
| ---------------- | ------ | ---------- | ------ | ------ | ------ | ------ | ------ | ------ | ------ |
| Quebec Nordiques | 1 - 4  | NE Whalers | 1 - 5  | 3 - 2  | 4 - 5  | 3 - 7  | 3 - 6  |        |        |

### Avco World Trophy
La finale dell'Avco World Trophy 1978 è stata una serie al meglio delle sette gare che ha determinato il campione della World Hockey Association per la stagione 1977-78. I Winnipeg Jets hanno sconfitto i New England Whalers in quattro partite e si sono aggiudicati il secondo Avco World Trophy della loro storia.
| Squadra 1     | Totale | Squadra 2  | Gara 1 | Gara 2 | Gara 3 | Gara 4 | Gara 5 | Gara 6 | Gara 7 |
| ------------- | ------ | ---------- | ------ | ------ | ------ | ------ | ------ | ------ | ------ |
| Winnipeg Jets | 4 - 0  | NE Whalers | 4 - 1  | 5 - 2  | 10 - 2 | 5 - 3  |        |        |        |

| Vincitori della WHA 1977-78 Winnipeg Jets | Portieri: Gary Bromley, Joe Daley, Markus Mattsson Difensori: Mike Amodeo, Ken Baird, Kim Clackson, Bill Davis, Dave Dunn, Mike Ford, Ted Green, Barry Long, Lars-Erik Sjöberg (C) Attaccanti: Bobby Guindon, Anders Hedberg, Bobby Hull, Dave Kryskow, Dan Labraaten, Bill Lesuk, Willy Lindström, Lyle Moffat, Kent Nilsson, Ulf Nilsson, Lynn Powis, Kent Ruhnke, Peter Sullivan Staff Tecnico: Larry Hillman (Allenatore) |

## Premi WHA
- Avco World Trophy: Winnipeg Jets
- Ben Hatskin Trophy: Al Smith, (New England Whalers)
- Bill Hunter Trophy: Marc Tardif, (Quebec Nordiques)
- Dennis A. Murphy Trophy: Lars-Erik Sjöberg, (Winnipeg Jets)
- Gordie Howe Trophy: Marc Tardif, (Quebec Nordiques)
- Lou Kaplan Trophy: Kent Nilsson, (Winnipeg Jets)
- Paul Deneau Trophy: Dave Keon, (New England Whalers)
- Robert Schmertz Memorial Trophy: Bill Dineen, (Houston Aeros)
- WHA Playoff MVP: Robert Guindon, (Winnipeg Jets)

### WHA All-Star Team
First All-Star Team
- Attaccanti: Marc Tardif • Ulf Nilsson • Anders Hedberg
- Difensori: Lars-Erik Sjöberg • Al Hamilton
- Portiere: Al Smith

Second All-Star Team
- Attaccanti: Bobby Hull • Robbie Ftorek • Réal Cloutier
- Difensori: Rick Ley • Barry Long
- Portiere: Ernie Wakely